# Lady og Vagabonden
|  | Denne artikel omhandler Disney-tegnefilmen fra 1955. Se Lady og Vagabonden (film fra 2019) for genindspilningen fra 2019. |
| Portal | Portal:Disney |

Lady og Vagabonden er den femtende film i rækken af Disney-klassikere og den udkom i 1955. Disney selv var på det tidspunkt træt og havde sine depressioner ovenpå åbningen af forlystelsesparken i Anaheim, Californien, kaldet Disneyland, så han skænkede egentlig ikke filmene den store opmærksomhed på det tidspunkt. Denne film var dog en undtagelse, fordi den var den første tegnefilm der blev skabt via CinemaScope-filmprocessen, det brede lærred.
Den er tegnet i en udpræget naturalistisk stil, hundene ligner hunde og miljøet er Disneys eget foretrukne, den amerikanske lilleby omkring år 1900, som han dyrkede nostalgisk også i hovedgaden i Disneyland. Dens mest berømte scene er spaghettiscenen, der vises hvert år i Disneys juleshow på dansk TV. I filmens slutscene hvor Lady og Vagabonden har fået 4 hvalpe, får, den eneste hanhund, Vaks, efterfølgende sin egen spin-off-tegnefilm, sammen med filmens øvrige hundebipersoner.

## Plot
En jul forærer Permand sin kone Darling en lille cockerspanielhvalp i julegave, som de kalder Lady. Selvom parret egentlig har besluttet at hunden skal sove i køkkenet som en "rigtig" hund, ender den altid i sengen hos parret aften efter aften. Da Lady er seks måneder gammel, får hun et halsbånd og hundetegn. Hun går straks ud for at vise sine tegn på "tro og agtværdighed" til sine hundevenner Skot, en skotsk terrier og Trofast, en blodhund. I den anden ende af byen strejfer gadekrydset Vagabonden rundt, da han ser sine venner, en tidligere showdog pekingeser ved navn Babs og en bulldog ved navn Bull blive kørt væk af en hundefanger.
Tilbage i villaen, går Lady rundt og føler sig overset. Permand omtaler hende som "den hund" og Darling afviser hende da hun strikker. Da Lady fortæller Skot og Trofast om disse ting og om at Permand altid spørger til Darlings "tilstand", forklarer Skot og Trofast at det er fordi Darling er gravid og skal have et barn. Samtidig med alt dette, kommer Vagabonden gående ind i haven. Han fortæller hende, at mennesker ikke er andet end problemer og at når barnet kommer, vil hun miste sin komfortable plads i huset. Skot og Trofast har en modvilje mod gadekrydset og tvinger ham ud af haven og trøster Lady med at hendes mennesker aldrig vil blive så onde.
Den lille dreng ankommer til verden med stor forvirring. Da Lady nysgerrigt prøver at nærme sig vuggen med barnet, ser Permand hende og lader hende, mod al forventning, kigge ned til drengen. Lady elsker barnet og ser sig selv som en beskytter for drengen. Kort tid efter barnet er født, vil Permand og Darling gå sig en tur og lader tante Sarah komme og passe barnet. Tante Sarah tager sine to siameserkatte Si og Am med. Mens Sarah ser til barnet, begynder kattene at ødelægge alt i huset. Da de går ovenpå for at stjæle babyens mælk, gør Lady af dem og jager dem gennem huset. Tanten kommer ned og kattene lader som de er kommet til skade og tanten giver Lady skylden for al balladen.
Eftersom Sarah beskylder Lady for at være farlig, tager hun hunden med ud for at købe en mundkurv til hende. Den skrækslagne Lady flygter fra butikken og løber ud på gaden. En bande onde gadehunde jager Lady, men Vagabonden hører hende og kommer og redder hende. Da han ser mundkurven, tager han hende med i zoologisk have, hvor en bæver går med til at fjerne kurven. Uden mundkurv, går Vagabonden og Lady rundt i byen, hvor Vagabonden fortæller om alle hans hjem og navne.
Ved aftenstid, tager Vagabonden Lady med ned til restauranten "Tony's", hvor ejeren Tony, der er gode venner med Vagabonden, og Joe forbereder en middag til hundene. De får en tallerken spaghetti og Tony og Joe synger for parret, der ender med at kysse hinanden. Efter middagen går de gennem parken, op på en bakke og ser ud over byen. Om morgenen spørger Vagabonden om Lady ikke vil bo hos ham, men Lady føler et beskyttelsesinstinkt overfor babyen derhjemme og tager hjem. Vagabonden får hende dog overtalt til at jagte nogle frie kyllinger, men det ender med at Lady bliver fanget af en hundefanger. På kennelen bliver Lady mobbet med sit hundetegn og lidt snobbede attitude, men Vagabondens ven Babs (der er blevet fanget igen) forsvarer og hjælper hende. De andre hunde fortæller om Vagabondens mange kærester og hvordan han aldrig vil binde sig til nogen. De forudser dog, at hvis det nogensinde sker vil han blive rastløs og blive fanget igen. Snakken foruroliger Lady, men hun får lov at tage hjem på grund af sit halsbånd og hundetegn. Da Lady kommer hjem, bliver hun lænket til sit hundehus i haven af tante Sarah. Skot og Trofast kommer og prøver at trøste hende, en af dem foreslår endda ægteskab, så hun kan flytte hjem til dem. Lady er taknemlig for deres trøst, men afslår kærligt frierierne.
Vagabonden kommer hjem til Lady og prøver at undskylde at hun blev fanget. Da han kalder hende et "lille sødt trick", bliver Lady rasende og udspørger ham om alle hans andre kærester. Da hun nægter at tale med ham, forlader han haven. Et øjeblik senere ser Lady en rotte snige sig ind i huset. Hun gør, men bliver ordret til stilhed af tante Sarah. Vagabonden hører hende dog og løber tilbage for at hjælpe hende. Efter Ladys anvisninger, kommer Vagabonden ind i huset, finder rotten inde i barneværelset og dræber den. Lady, der har knækket sin kæde, følger ham ind i huset og takker for hans hjælp. Da tante Sarah kommer, ser hun den væltede vugge og tror straks at Vagabonden har angrebet babyen. Sarah skubber Vagabonden ind i et skab, Lady ned i kælderen og ringer efter hundefangeren, der skal hente Vagabonden.
Ligesom hundefangeren henter Vagabonden, kommer Permand og Darling hjem fra deres udenbysrejse og Lady viser dem rotten. Skot og Trofast har overhørt al balladen og følger efter hundefangeren. Permand er overbevist om at Trofast for længst har mistet sin lugtesans, men det lykkedes ham faktisk at finde frem til vognen. Skot og Trofast gør at hestene, for at vognen til at stoppe, men det får desværre også vognen til at vælte. Permand, Darling og Lady er ikke langt efter og Lady bliver lykkeligt forenet med Vagabonden, da de opdager at vognen er væltet ned oveni Trofast.
Julen kommer atter en gang og Vagabonden har fået sit eget halsbånd og hundetegn. Lady og Vagabonden har fået 4 hvalpe: 3 hvalpe der ligner Lady og en enkelt han, der ligner Vagabonden. Skot og Trofast kommer for at se til den lille familie og for at se Vagabondens nye halsbånd og hundetegn, mens Trofast halter rundt på sit skadede ben.

## Stemmer
| Rolle                   | Engelske stemmer | Dansk version (1955)   | Dansk version (1997) |
| ----------------------- | ---------------- | ---------------------- | -------------------- |
| Lady                    | Barbara Luddy    | Ghita Nørby            | Cecilia Zwick Nash   |
| Vagabonden              | Larry Roberts    | Buster Larsen          | Peter Jorde          |
| Darling                 | Peggy Lee        | Marianne Flor          | Vibeke Hastrup       |
| Permand/Per             | Lee Millar       | Peter Marcell          | Henrik Koefoed       |
| Trofast                 | Bill Baucom      | Søren Weiss            | John Hahn-Petersen   |
| Skot                    | Bill Thompson    | Elith Foss             | John Martinus        |
| Tony                    | George Givot     | Gert Bastian           | Dario Campeotto      |
| Joe                     | Bill Thompson    |                        | Anders Bircow        |
| Babs                    | Verna Felton     | Lise Ringheim          | Lise Dandanell       |
| Bull                    | Bill Thompson    | Aage Winther-Jørgensen | Peter Røschke        |
| Bølle                   | Dallas McKennon  | Ove Sprogøe            | Peter Røschke        |
| Boris                   | Alan Reed        | Preben Uglebjerg       | Bobo Moreno          |
| Tante Sarah             | Verna Felton     | Kirsten Rolffes        | Grethe Mogensen      |
| Siameserkattene Si & Am | Peggy Lee        | Birthe Buch            | Pauline Rehné        |

## Priser og nomineringer
BAFTA Awards
- 1956: Nomineret: Best Animated Film

David di Donatello Awards
- 1956: Vandt – Walt Disney – For bedste udenlandske produktion

Satellite Awards
- 2006: Nomineret: Best Youth DVD